# Colostygia hilariata
Colostygia hilariata är en fjärilsart som beskrevs av Karl Schawerda 1911. Colostygia hilariata ingår i släktet Colostygia och familjen mätare. Inga underarter finns listade i Catalogue of Life.